# Egert Malts
Egert Malts (* 16. September 1986 in Otepää) ist ein ehemaliger estnischer Skispringer.

## Werdegang
Malts feierte seinen ersten Erfolg bei den Estnischen Meisterschaften 2001 in seiner Heimatstadt Otepää, bei denen er gemeinsam mit Kristjan Eljand und Priidik Vesi die Bronzemedaille im Team gewann. Im Januar 2002 startete er bei den Junioren-Weltmeisterschaften in Schonach im Schwarzwald. Dort erreichte er im Einzelspringen den 56. Platz. Im September sprang er gemeinsam mit Villu Teder und Kristjan Eljand zu seinem ersten nationalen Titel bei den Estnischen Meisterschaften 2002.
Im Januar 2003 trat Malts bei zwei Junioren-Springen der FIS in Planica an. Mit der Mannschaft wurde er Elfter, im Einzel landete er auf Rang 31. Bei den Estnischen Meisterschaften 2003 in Otepää gewann er gemeinsam mit Karl-August Tiirmaa und Alar Kukka die Bronzemedaille.
Bei den Nordischen Junioren-Skiweltmeisterschaften 2004 in Stryn erreichte Malts im Einzelspringen den 45. Platz im Einzelspringen von der Normalschanze. Mit der Mannschaft kam er auf den 15. Platz. Im August 2004 startete er erstmals im Skisprung-Continental-Cup. Jedoch gelang es ihm in der Folge in seiner gesamten Karriere nicht, sich in dieser Serie durchzusetzen. Er blieb in allen Wettbewerben ohne Punktegewinn. Bei den Estnischen Meisterschaften 2004 in Otepää gewann er gemeinsam mit Jaan Jüris und Kristjan Eljand seinen zweiten nationalen Meistertitel.
Am 5. März 2005 gab Malts beim Teamspringen in Lahti sein Debüt im Skisprung-Weltcup. Dabei erreichte er gemeinsam mit Jaan Jüris, Jens Salumäe und Illimar Pärn den neunten Rang. Es blieb sein einziger Weltcupstart und war zudem auch sein letztes internationales Springen. Bei den Estnischen Meisterschaften 2005 in Otepää gewann er gemeinsam mit Jaan Jüris und Kristjan Eljand seinen dritten und letzten nationalen Meistertitel. Im Folgejahr landete er gemeinsam mit seinen neuen Teamkollegen Priidik Vesi und Ilmar Tedremaa noch einmal auf dem Bronzerang.